# Adobe Pagemaker
Adobe Pagemaker este primul program de calculator în care se pot realiza documente pentru tipar (editare-tehnoredactare-DTP) a fost scos pe piață de Aldus Corporation, în anul 1985. Inițial a fost conceput în special pentru calculatoarele Apple Macintosh, însă după puțin timp, în anul următor, s-a produs și versiunea pentru PC. În septembrie 1994 Aldus Corporation și implicit PageMaker au fuzionat cu Compania Adobe Systems.
Ultima versiune a fost PageMaker 7.0, scoasă pe piață în 9 iulie 2001, realizată pentru ambele platforme: Macintosh și PC.
În anul 2004, Adobe Systems a anunțat încetarea dezvoltării programului, însă compania a promis că îl va vinde în continuare și va acorda suport tehnic utilizatorilor. Toată atenția s-a îndreptat spre noul Adobe InDesign.
Programul Adobe PageMaker este setat să lucreze după limbajul Postscript (limbaj de programare și descriere a paginilor folosit în crearea pe calculator a documentelor pentru tipar).
Programul este ideal pentru realizarea de publicații de înaltă calitate cum ar fi albume de artă sau fotografie, afișe, bannere etc. De asemenea cu acest soft se pot tehnoredacta reviste, ziare, cărți sau lucrări mai puțin pretențioase, ce urmează a fi tipărite. 
Din punct de vedere al utilizării, Adobe PageMaker depășește programul Microsoft Publisher, însă cele mai performante în acest domeniu sunt Adobe InDesign și QuarkXPress.
Programul are avantajul de a fi cel mai simplu instrument de învățare a noțiunilor de bază de tehnoredactare și DTP. Însă după cunoașterea principiilor acestui domeniu, este indicat să se treacă la programele mai performante. Încă un avantaj ce trebuie menționat este acela că se poate folosi utilitarul pentru conversie pentru a deschide publicații QuarkXPress direct în Pagemaker.
Unul din marile dezavantaje ale programului este că pentru platforma Macintosh rulează doar în Mac OS 9 sau în versiune inferioară. De asemenea, utilizatorii sunt sfătuiți de către Adobe Systems să nu instaleze sau să ruleze programul PageMaker pe Windows Vista.